# Michael Peak
Michael Peak är en bergstopp i Kanada.   Den ligger i provinsen British Columbia, i den centrala delen av landet, 3 000 km väster om huvudstaden Ottawa. Toppen på Michael Peak är 2 454 meter över havet.
Terrängen runt Michael Peak är huvudsakligen bergig, men åt nordväst är den kuperad. Trakten runt Michael Peak är nära nog obefolkad, med mindre än två invånare per kvadratkilometer.. 
I omgivningarna runt Michael Peak växer i huvudsak barrskog.